# Lista celor mai mari clădiri din lume

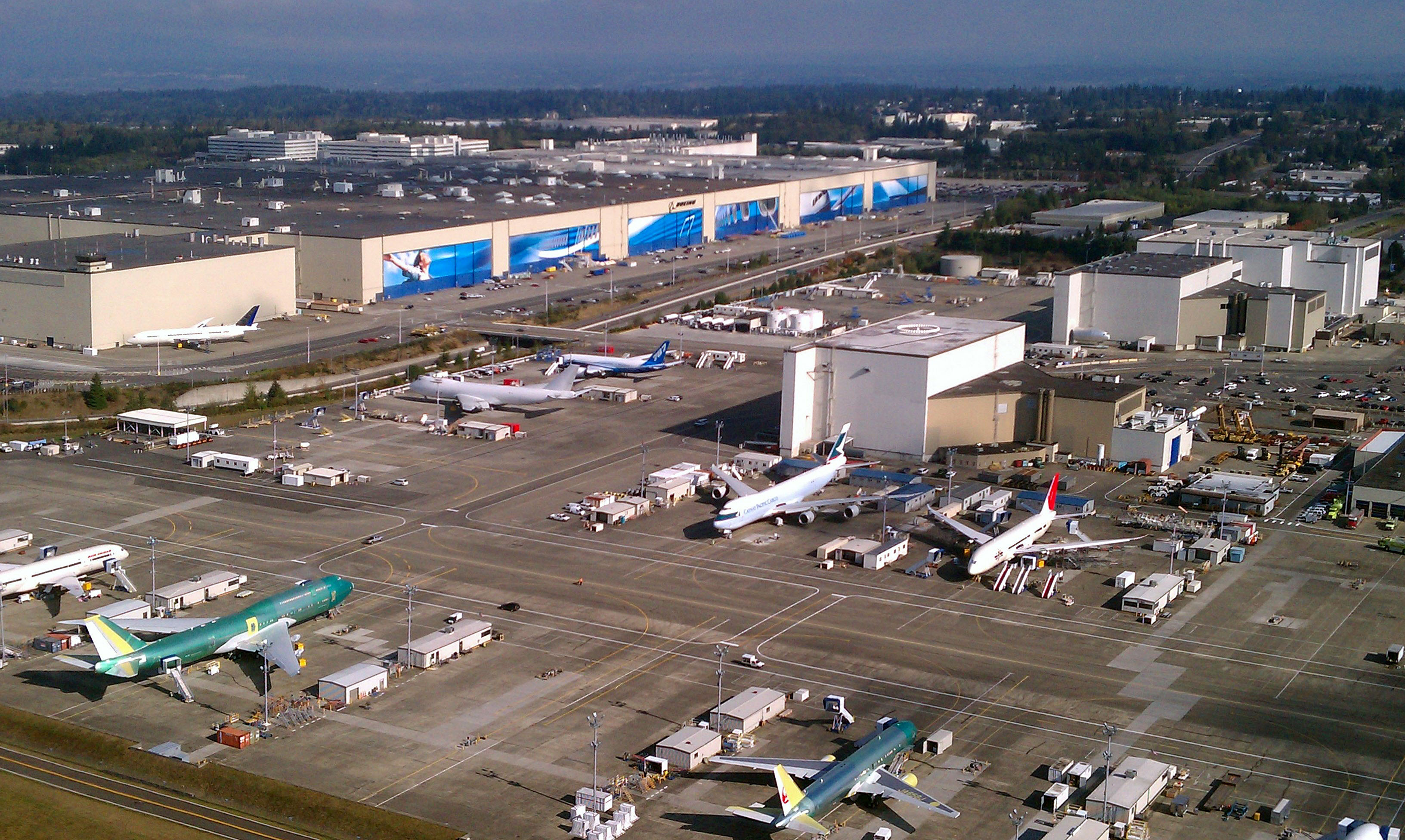
Fabrica Boeing din Everett, Statele Unite, cea mai mare clădire din lume după volum

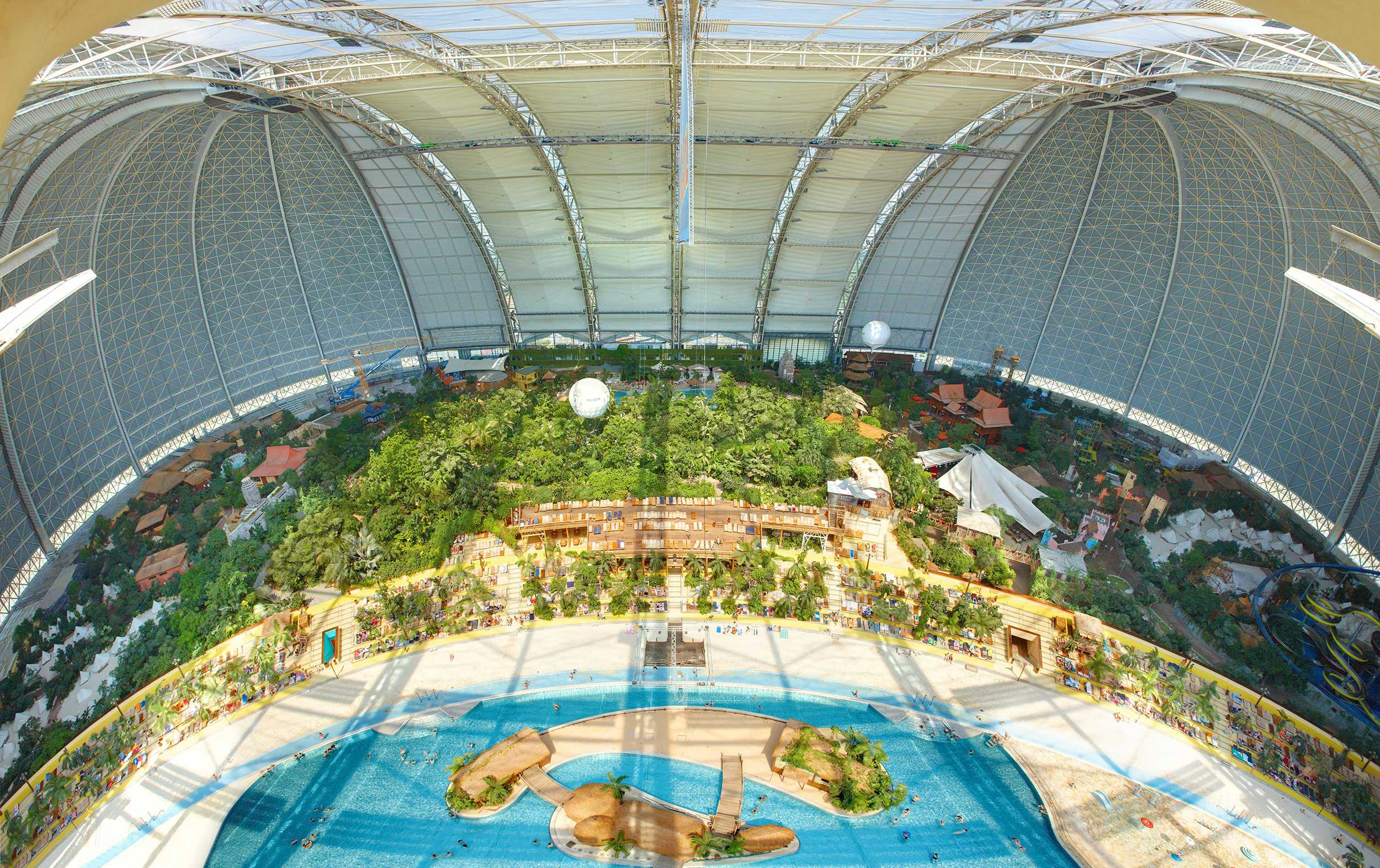
Parcul acvatic Tropical Islands din Germania, cea mai mare clădire cu volum continuu (fără stâlpi și grinzi în interior) din lume,

Lista celor mai mari clădiri din lume clasifică structurile destinate utilizării ca spații rezidențiale, administrative, comerciale, de birouri, industriale sau recreaționale, în funcție de volum și de suprafața desfășurată.
Întrucât nu există o regulă unanim recunoscută, sunt mai multe posibilități de clasificare a clădirilor după mărime, spre exemplu în funcție de volum, de suprafața de teren ocupată (amprentă la sol), de suprafața desfășurată sau utilă a clădirii, respectiv totalitatea suprafețelor interioare disponibile pe toate nivelurile (etajele) clădirii respective.
Tropical Islands Resort (Aerium) de lângă Berlin, Germania, este clădirea cu cel mai mare volum neîntrerupt din lume (fără stâlpi și grinzi în interior, 5,49 mil. m3), în timp ce Fabrica Boeing din Everett, Statele Unite, este cea mai mare clădire din lume ca volum (13,37 mil. m3). 
Clădirea principală de asamblare AvtoVAZ din Toliatti, Rusia, este cea mai mare clădire ca suprafață desfășurată (6.000.000 m2). Palatul Parlamentului din București a fost clădirea administrativă civilă cu cea mai mare suprafață desfășurată (365.000 m2) până în 2021, când a fost depășit de Palatul Parlamentului (Sappaya-Sapasathan) din Bangkok, Thailanda (424.000 m2).
Lista conține două secțiuni, prima clasifică clădirile cu un volum de peste 1 mil. m3, iar a doua pe cele cu o suprafață desfășurată de peste 400.000 m2. Sortarea este în ordine descrescătoare.

## Cele mai mari clădiri din lume după volum
| Imagine | Nume | Țară          | Locație                              | An   | Suprafață (m2) | Volum (mil. m3) | Observații | Note                               |
|         | |               |                                      |      |                |                 | |                                    |
| ------- | --- | ------------- | ------------------------------------ | ---- | -------------- | --------------- | --- | ---------------------------------- |
|         | Fabrica Boeing din Everett (în engleză Boeing Everett Factory)                                                 | Statele Unite | Everett, Washington                  | 1967 | 399.480        | 13,37           | Unitate de asamblare a companiei Boeing, construită inițial pentru construcția aeronavelor Boeing 747 | [ 1 ] [ 2 ]                        |
|         | Gigafactory Texas (în engleză Gigafactory Texas)                                                               | Statele Unite | Austin, Texas, Texas                 | 2022 | 929.000        | 9,57            | Fabrică de automobile operată de Tesla, Inc. cu o lungime de 1.310 m | [ 3 ] [ 4 ]                        |
|         | Fabrica Jean-Luc Lagardère (în franceză Usine Jean-Luc Lagardère)                                              | Franța        | Blagnac, Toulouse                    | 2004 | 122.500        | 5,6             | Unitate de asamblare a companiei Airbus destinată construcției aeronavelor Airbus A380 (cel mai mare avion de pasageri din lume) și Airbus A320 | [ 5 ] [ S 1 ]                      |
|         | Parcul acvatic Tropical Islands (în germană Tropical Islands)                                                  | Germania      | Halbe, Brandenburg                   | 2000 | 66.000         | 5,49            | Hangar destinat inițial construcției unui dirijabil gigantic, găzduiește parcul tematic Tropical Islands Resort | [ 6 ]                              |
|         | Hala 2 a Șantierului naval Meyer din Papenburg (Meyer Werft Dockhalle 2) (în germană Meyer Werft Dockhalle 2)  | Germania      | Papenburg, Saxonia Inferioară        | 2007 | 63.000         | 4,725           | Doc uscat pentru construcții navale, în special nave de croazieră (504×125×75 m) | [ 7 ] [ S 2 ]                      |
|         | Centrul de producție aripi compozite al Boeing (în engleză Boeing Composite Wing Center)                       | Statele Unite | Everett, Washington                  | 2016 | 111.500        | 3,7             | Unitate de asmblare a companiei Boeing destinată producției de aripi din materiale compozite pentru aeronavele Boeing 777-8 și Boeing 777-9 | [ 7 ] [ 8 ]                        |
|         | Clădirea de asamblare a vehiculelor NASA (în engleză NASA Vehicle Assembly Building)                           | Statele Unite | Centrul Spațial Kennedy, Florida     | 1966 | 32.374         | 3,66            | Construită inițial pentru a permite asamblarea simultană și adăpostirea a patru rachete Saturn V | [ 7 ]                              |
|         | Centrul logistic Inex din Sipoo al Grupului S (în finlandeză S-ryhmän Inex-logistiikkakeskus Sipoossa)         | Finlanda      | Sipoo                                | 2018 | 189.000        | 3,4             | Centru de distribuție a produselor alimentare, finalizat în 2018 și extins în 2020 | [ 9 ]                              |
|         | The O2 (în engleză The O2)                                                                                     | Regatul Unit  | Londra                               | 1999 | 104.634        | 2,79            | Clădire denumită inițial Millennium Dome, a fost proiectată pentru Sărbătorile Mileniului de la Londra din anii 1999 și 2000, ulterior transformată în centru de divertisment | [ 10 ] [ S 3 ]                     |
|         | Palatul Parlamentului                                                                                          | România       | București                            | 1997 | 365.000        | 2,55            | Cea mai mare (după volum) clădire administrativă din lume, a treia cea mai mare (după volum) clădire din lume, după clădirea de asamblare a vehiculelor spațiale de la Cape Canaveral din Florida și după piramida lui Quetzalcoatl din Mexic, a treia cea mai mare (după suprafață) clădire administrativă din lume după Pentagon și Palatul Parlamentului din Thailanda (Sappaya-Sapasathan), cea mai grea clădire din lume, găzduiește cele două camere ale Parlamentului României | [ 11 ]                             |
|         | Goodyear Airdock (în engleză Goodyear Airdock)                                                                 | Statele Unite | Akron, Ohio                          | 1929 | 34.000         | 1,55            | Hangar pentru dirijabile al companiei Goodyear, a fost cea mai mare clădire din lume fără suporturi interioare | [ 12 ]                             |
|         | Centrul de distribuție Tesco din Donabate (în engleză Tesco Donabate Distribution Centre)                      | Irlanda       | Donabate, Fingal                     | 2007 | 77.385         | 1,55            | Centru de distribuție a alimentelor uscate situat în apropiere de Dublin, inaugurat în 2007 | [ 7 ] [ 13 ] [ 14 ] [ 15 ]         |
|         | Depozitul de mărfuri importate Target (în engleză Target Import Warehouse)                                     | Statele Unite | Savannah, Georgia                    | 2006 | 187.664        | 1,5             | Centru logistic de distribuție a produselor importate către centrele locale de distribuție ale companiei Target | [ 16 ]                             |
|         | Unitatea de producție a modulelor Austal USA [în engleză Austal USA (Module Manufacturing Facility)]           | Statele Unite | Mobile, Alabama                      | 1999 | 68.250         | 1,365           | Unitatea este destinată construcției navelor speciale din aluminiu, precum Littoral combat ship (LCS) și Spearhead-class joint high speed vessel (JHSV) | [ 7 ] [ 17 ]                       |
|         | Clădirea principală a Universității Bielefeld (în germană Universität Bielefeld)                               | Germania      | Bielefeld, Renania de Nord-Westfalia |      | 138.500        | 1,2             | Clădire universitară în stil modernist construită între 1970 și 1976 | [ 18 ] [ 19 ]                      |
|         | Hala pavilioanelor 3-9 ale Centrului Expozițional Hanovra (în germană Hallen 3-9 des Hannover Messegeländes)   | Germania      | Hanovra, Saxonia Inferioară          |      | 114.535        | 1,15            | Cel mai mare complex expozițional din lume, include 27 de săli | [ 20 ] [ 21 ]                      |
|         | Hala pavilioanelor 1-5 ale Centrului Național de Expoziții [în engleză National Exhibition Centre (Halls 1–5)] | Regatul Unit  | Solihull, West Midlands              |      | 186.000        | 1,14            | Centru expozițional situat în apropiere de Birmingham | [ 22 ] [ 23 ]                      |
|         | Depozitul frigorific 2800 Polar Way (în engleză 2800 Polar Way)                                                | Statele Unite | Richland, Washington                 | 2015 | 46.929         | 1,029           | Depozit frigorific al companiei Lineage Logistics, cel mai mare depozit frigorific din lume și cel mai mare congelator automat | [ 24 ] [ 25 ] [ 26 ] [ 27 ] [ 28 ] |
|         | Hangarul Unu al Aerodromului federal Moffett [în engleză Hangar One (Mountain View, California)]               | Statele Unite | Mountain View, California            | 1933 | 32.375         | 1               | Hangar pentru dirijabile navale (345×94×60 m), inaugurat în 1933 ca hangar pentru dirijabilul USS Macon (ZRS-5), în prezent administrat de Centrul de Cercetare Ames al NASA (Ames Research Center) | [ 29 ]                             |

## Cele mai mari clădiri din lume după suprafața desfășurată
| Imagine | Nume | Țară                  | Locație                    | Suprafață (m2) | Observații | Note                  |
|         | |                       |                            |                | |                       |
| ------- | --- | --------------------- | -------------------------- | -------------- | --- | --------------------- |
|         | Clădirea principală de asamblare AvtoVAZ (în rusă АвтоВАЗ, transliterat: AvtoVAZ)                                                                                       | Rusia                 | Tolyatti                   | 6.000.000      | Fabrica de automobile Lada | [ 30 ]                |
|         | Noul Oraș Comercial Internațional Luoshiwan (în chineză: 新螺蛳湾国际商贸城, transliterat: Xīn luósī wān guójì shāngmào chéng)                                          | China                 | Kunming                    | 3.140.000      | Oraș comercial internațional la scară largă, concept care integrează producția și prelucrarea, comerțul, depozitarea și logistica, comerțul electronic, divertismentul și petrecerea timpului liber | [ 31 ] [ 32 ]         |
|         | Centrul Global New Century (în chineză: 新世纪环球中心, transliterat: Xīn shìjì huánqiú zhōngxīn)                                                                       | China                 | Chengdu                    | 1.760.000      | Găzduiește mai multe hoteluri, un patinoar, o universitate și un parc acvatic cu o plajă artificială de 5.000 m2 | [ 33 ] [ 34 ]         |
|         | Terminalul 3 al Aeroportului Internațional Dubai (în arabă مبنى المسافرين 3 (مطار دبي), transliterat: Mabnaa almusafirin 3 (Mtar dibi))                                 | Emiratele Arabe Unite | Dubai                      | 1.713.000      | Cel mai mare terminal aeroportuar din lume, format din trei clădiri conectate prin tuneluri. Sistemul de manipulare a bagajelor utilizat în terminal este cel mai mare din lume și constă din benzi transportoare cu o lungime totală de 90 km și 21 puncte de control | [ 33 ] [ S 4 ]        |
|         | Abraj Al Bait (The Clock Towers) (în arabă أبراج الساعة, transliterat: 'Abraj alsaaea)                                                                                  | Arabia Saudită        | Mecca                      | 1.575.815      | Complex format din șapte zgârie-nori, cea mai înaltă și cea mai mare clădire din Arabia Saudită, a patra cea mai înaltă clădire și cel mai înalt turn cu ceas din lume | [ 35 ]                |
|         | Terminalul principal al Aeroportului Istanbul (în turcă İstanbul Havalimanı)                                                                                            | Turcia                | Istanbul                   | 1.440.000      | Cel mai mare terminal aeroportuar contiguu (sub un singur acoperiș) din lume | [ 36 ]                |
|         | Iran Mall (în persană ایران‌مال, transliterat: Iranmal) | Iran                  | Teheran                    | 1.400.000      | Cel mai mare centru comercial din lume | [ 37 ]                |
|         | Terminalul 1 al Aeroportului din Frankfurt (în germană Flughafen Frankfurt Main)                                                                                        | Germania              | Frankfurt                  | 1.300.000      | Terminal aeroportuar cu 103 porți împărțit funcțional pe trei niveluri, plecările la etaj, sosirile cu zone de recuperare a bagajelor la parter, iar la subsol, o zonă de acces la gara regională, la metrou și la parcarea subterană supraetajată | [ 38 ] [ 39 ]         |
|         | CentralWorld (în thailandeză เซ็นทรัลเวิลด์, transliterat Sĕnthrạl weild̒)                                                                                                   | Thailanda             | Bangkok                    | 1.024.000      | Complex comercial, include un hotel, un turn de birouri și un mall | [ 33 ]                |
|         | Sala de licitație de flori din Aalsmeer (în neerlandeză Bloemenveiling Aalsmeer)                                                                                        | Țările de Jos         | Aalsmeer                   | 990.000        | Cea mai mare clădire de licitații de flori din lume | [ 33 ]                |
|         | Terminalul 3 al Aeroportului Internațional Beijing (în chineză: 北京首都国际机场, transliterat: Běijīng shǒudū guójì jīchǎng)                                           | China                 | Beijing                    | 986.000        | Cel mai mare terminal aeroportuar din lume în 2008, format din trei corpuri (C, D și E) | [ 40 ]                |
|         | The Venetian (în chineză: 澳門威尼斯人, transliterat: Àomén wēinísī rén)                                                                                                | China                 | Macao                      | 980.000        | Clădire cu 39 de niveluri, al doilea cel mai mare cazinou din lume | [ 33 ]                |
|         | Gigafactory Texas (în engleză Gigafactory Texas) | Statele Unite         | Austin, Texas              | 929.000        | Fabrică de automobile operată de Tesla, Inc. cu o lungime de 1.310 m | [ 4 ]                 |
|         | The Londoner Macao (în chineză: 澳門倫敦人, transliterat: Àomén lúndūn rén)                                                                                             | China                 | Macao                      | 890.000        | Complex format dintr-un cazinou (The Londoner Grand Casino) și două turnuri, primul renovat și inaugurat în 2024 sub numele Londoner Grand, A Luxury Collection Hotel, al doilea în curs de renovare | [ 33 ] [ 41 ]         |
|         | Terminalul 1 al Aeroportului Internațional Regele Abdulaziz (în arabă مطار الملك عبد العزيز الدولي, transliterat: Matar almalik eabd aleaziz alduwli)                   | Arabia Saudită        | Jeddah                     | 810.000        | Terminal aeroportuar de pasageri, include o grădină centrală de 18.000 m2, un acvariu înalt de 14 metri și cu un diametru de 10 metri, o moschee și un centru de transport care leagă clădirea terminalului de parcare și de stația căii ferate de mare viteză Haramain | [ 42 ]                |
|         | Ciputra World Surabaya (în indoneziană Ciputra World Surabaya) | Indonezia             | Surabaya                   | 750.000        | Zgârie-nori de 50 de niveluri, include un mall, un hotel, apartamente și birouri | [ 33 ] [ 43 ]         |
|         | Terminalul Aeroportului Internațional Beijing Daxing (în chineză: 北京大兴国际机场, transliterat: Běijīng dàxīng guójì jīchǎng)                                         | China                 | Beijing                    | 700.000        | Aeroport inaugurat în 2019, planificat să poată gestiona între 120 și 200 de milioane de pasageri pe an, ceea ce l-ar face cel mai mare aeroport din lume după traficul de pasageri | [ 44 ]                |
|         | Berjaya Times Square (în indoneziană Berjaya Times Square) | Malaysia              | Kuala Lumpur               | 700.000        | Turnuri gemene cu 48 de etaje, includ un hotel, un condominiu, un parc de distracții interior, birouri comerciale și un complex comercial | [ 33 ]                |
|         | Bursa de Diamante Surat (în gujarati સુરત ડાયમંડ બુર્સ, transliterat: Surata ḍāyamaṇḍa bursa)                                                                                | India                 | Surat                      | 660.000        | Cea mai mare clădire de birouri și cel mai mare centru de tranzacționare a diamantelor din lume | [ 45 ]                |
|         | Complexul comercial Perpa din Istanbul (în turcă Perpa) | Turcia                | Istanbul                   | 660.000        | Complex comercial din cartierul Șișli din Istanbul, comercializează în principal echipamente electrice | [ 46 ]                |
|         | Terminalul 2 al Aeroportului Internațional Guangzhou Baiyun (în chineză: 广州白云国际机场, transliterat: Guǎngzhōu báiyún guójì jīchǎng)                                | China                 | Guangzhou                  | 658.700        | Terminal aeroportuar inaugurat în 2018, principalul sediu operativ al China Southern Airlines | [ 47 ] [ 48 ]         |
|         | Complexul comercial Central Park Jakarta (în indoneziană Central Park Jakarta)                                                                                          | Indonezia             | Jakarta                    | 655.000        | Complex comercial situat în clădirea Podomoro City Jakarta | [ 33 ] [ 49 ]         |
|         | Kemang Village (în indoneziană Kemang Village) | Indonezia             | Jakarta                    | 650.000        | Complex rezidențial format din mai multe clădiri, cu centru comercial, hotel, spital, școală, club și centru spa | [ 33 ] [ 50 ]         |
|         | Gandaria City (în indoneziană Gandaria City) | Indonezia             | Jakarta                    | 650.000        | Complex rezidențial care include un centru comercial, un turn de birouri, turnuri de apartamente și un hotel | [ 33 ] [ 51 ]         |
|         | Aeroportul Amsterdam Schiphol (în neerlandeză Luchthaven Schiphol) | Țările de Jos         | Amsterdam                  | 650.000        | Cel mai mare aeroport din Țările de Jos, principalul centru operativ al KLM | [ 33 ] [ 52 ]         |
|         | The Palazzo (în engleză The Palazzo) | Statele Unite         | Paradise, Nevada           | 645.581        | Hotel de lux și cazinou din Las Vegas | [ 33 ]                |
|         | Grand Indonesia (în indoneziană Grand Indonesia) | Indonezia             | Jakarta                    | 640.000        | Complex comercial format din două clădiri cu câte opt etaje | [ 53 ]                |
|         | Terminalul satelit al Aeroportului Internațional Shanghai Pudong (în chineză: 上海浦东国际机场, transliterat: Shànghǎi pǔdōng guójì jīchǎng)                            | China                 | Shanghai                   | 622.000        | Cel mai mare terminal aeroportuar auxiliar de sine stătător din lume | [ 54 ]                |
|         | Landmark 72 (în vietnameză Landmark 72) | Vietnam               | Hanoi                      | 609.673        | Complex format din trei turnuri, include un hotel, birouri, apartamente și un centru comercial | [ 55 ] [ S 5 ]        |
|         | The Pentagon (în engleză The Pentagon) | Statele Unite         | Arlington County, Virginia | 603.870        | Cea mai mare clădire administrativă din lume, se desfășoară pe cinci laturi a câte șapte niveluri | [ 56 ] [ S 6 ]        |
|         | Uzina 4 a Forțelor Aeriene ale Statelor Unite (în engleză United States Air Force Plant 4)                                                                              | Statele Unite         | Fort Worth, Texas          | 603.870        | Unitate de producție a avioanelor militare americane precum F-16 și F-35 | [ 57 ]                |
|         | Aeroportul Internațional Hamad (în arabă مطار حمد الدولي, transliterat: Matar hamd alduwli)                                                                             | Qatar                 | Doha                       | 600.000        | Cel mai mare aeroport din Qatar, principalul centru operativ al Qatar Airways | [ 58 ] [ 59 ]         |
|         | Unitatea de închiriere autovehicule de la Aeroportul Internațional Los Angeles (în engleză LAX Consolidated Rent-A-Car Facility)                                        | Statele Unite         | Los Angeles, California    | 585.289        | Are rolul de a concentra operațiunile de închiriere de autovehicule (răspândite în zona adiacentă aeroportului) într-o singură locație cu o capacitate de până la 21.000 de vehicule de închiriat | [ 60 ]                |
|         | Ciputra World 1 Jakarta (în indoneziană Ciputra World 1 Complex) | Indonezia             | Jakarta                    | 583.000        | Complex rezidențial, include trei turnuri care găzduiesc apartamente, o bancă, un centru de artă și un mall | [ 61 ]                |
|         | Marina Bay Sands (în malaieză Marina Bay Sands) | Singapore             | Singapore                  | 570.000        | Complex format din trei turnuri, include un hotel cu 1.850 de camere, o sală de conferințe de 120.000 m2, un centru comercial de lux de 74.000 m2, un muzeu, un teatru, primul magazin plutitor Apple, prima Louis Vuitton Island Maison, precum și un cazinou cu 500 de mese și 3.000 de aparate electronice                                                                                 | [ 62 ]                |
|         | Terminalul 1 al Aeroportului Internațional Hong Kong (în chineză: 香港國際機場一號客運大樓, transliterat: Xiānggǎng guójì jīchǎng yī hào kèyùn dàlóu)                   | China                 | Hong Kong                  | 570.000        | Cel mai mare terminal aeroportuar din lume până în 2008 | [ 63 ]                |
|         | Aeroportul Suvarnabhumi (în thailandeză ท่าอากาศยานสุวรรณภูมิ, transliterat Th̀ā xākāṣ̄yān s̄uwrrṇp̣hūmi)                                                                       | Thailanda             | Samut Prakan               | 563.000        | Unul dintre cele mai aglomerate aeroporturi din lume, deține cel mai înalt turn de control din lume (132,2 m) | [ 64 ]                |
|         | Aeroportul Internațional Kunming Changshui (în chineză: 昆明长水国际机场, transliterat: Kūnmíng cháng shuǐ guójì jīchǎng)                                               | China                 | Kunming                    | 548.300        | Terminalul aeroportului este de forma literei Y, fiind format din clădirea principală, două secțiuni frontale, o secțiune centrală și alte două secțiuni laterale | [ 65 ] [ 66 ]         |
|         | Terminalul 1 al Aeroportului El Prat din Barcelona (în spaniolă Aeropuerto Josep Tarradellas Barcelona-El Prat)                                                         | Spania                | Barcelona                  | 544.066        | Al doilea cel mai mare aeroport din Spania, după Aeroportul Madrid-Barajas | [ 67 ]                |
|         | Centrul de Științe ale Sănătății Warren G. Magnuson (în engleză Warren G. Magnuson Health Sciences Center)                                                              | Statele Unite         | Seattle, Washington        | 533.260        | Spital universitar, parte a campusului din Seattle al Universității din Washington | [ 68 ] [ 69 ]         |
|         | Terminalul 3A al Aeroportului Internațional Chongqing Jiangbei (în chineză: 重庆江北国际机场, transliterat: Chóngqìng jiāngběi guójì jīchǎng)                           | China                 | Chongqing                  | 537.000        | Terminal de pasageri de forma literei X cu o lungime de 1.060 m | [ 70 ] [ 71 ] [ 72 ]  |
|         | Terminalul 1 al Aeroportului Internațional Guangzhou Baiyun (în chineză: 广州白云国际机场, transliterat: Guǎngzhōu báiyún guójì jīchǎng)                                | China                 | Guangzhou                  | 523.000        | Terminal aeroportuar format din trei zone (1, 1A și 1B), inaugurat în 2004 | [ 73 ]                |
|         | Renaissance Center (în engleză Renaissance Center) | Statele Unite         | Detroit, Michigan          | 515.800        | Complex format din cinci turnuri | [ 74 ] [ 75 ]         |
|         | Fabrica Tesla din Fremont (în engleză Tesla Fremont Factory) | Statele Unite         | Fremont, California        | 510.970        | Fabrică de automobile operată de Tesla, Inc., construită în 1962 ca unitate de producție a General Motors | [ 76 ]                |
|         | Terminalul 3 al Aeroportului Internațional Indira Gandhi (în hindi इंदिरा गांधी अंतर्राष्ट्रीय हवाईअड्डा, transliterat: Indira gaandhee antarraashtreey havaeeadda)                    | India                 | Delhi                      | 501.680        | Terminal integrat de pasageri de ultimă generație pentru zboruri interne și internaționale | [ 77 ]                |
|         | Siam Paragon (în thailandeză สยามพารากอน, transliterat S̄yām phā rā kxn)                                                                                                 | Thailanda             | Bangkok                    | 500.000        | Unul dintre principalele centre comerciale din Bangkok | [ 78 ]                |
|         | Terminalul 1 al Aeroportului Internațional Incheon (în coreeană 인천국제공항, transliterat: Incheon gugjegonghang)                                                      | Coreea de Sud         | Seul                       | 496.000        | Terminal de pasageri inaugurat în 2001, deține 44 de porți de îmbarcare | [ 79 ]                |
|         | Sediul Central Mondial și Centrul Tehnologic Chrysler (în engleză Chrysler World Headquarters and Technology Center)                                                    | Statele Unite         | Auburn Hills, Michigan     | 490.000        | Sediul central și principala unitate de cercetare și dezvoltare a producătorului de automobile Chrysler Corporation, în prezent filială a Stellantis | [ 80 ]                |
|         | Terminalul 2 al Aeroportului din Frankfurt (în germană Flughafen Frankfurt Main)                                                                                        | Germania              | Frankfurt                  | 476.000        | Clădire din oțel și sticlă, găzduiește majoritatea companiilor aeriene din alianțele Oneworld (American Airlines, British Airways, Cathay Pacific, Iberia, Japan Airlines și Royal Jordanian) și SkyTeam (Air France, China Southern Airlines, Delta Air Lines, ITA Airways, KLM Royal Dutch Airlines și Vietnam Airlines), precum și alte companii aeriene precum Emirates și Etihad Airways | [ 81 ] [ 82 ]         |
|         | Terminalul 4 al Aeroportului Madrid Barajas (în spaniolă Aeropuerto Adolfo Suárez Madrid-Barajas)                                                                       | Spania                | Madrid                     | 470.261        | Terminal de pasageri pentru sosiri interne și internaționale. Primul nivel include 76 de porți de îmbarcare. Ghișeele de check-in și principalele puncte de control de securitate sunt situate la etaj | [ 83 ]                |
|         | Turnul Mori JP de pe dealurile Azabudai (în japoneză 麻布台ヒルズ森JPタワー, transliterat: Azabudai Hiruzu Mori JP tawā)                                                | Japonia               | Tokyo                      | 461.800        | Cel mai mare zgârie-nori ca suprafață din Japonia și cea mai înaltă clădire din Japonia (325,2 m) | [ 84 ] [ S 7 ]        |
|         | Centrul Financiar Ping An (în chineză: zh:平安金融中心平安金融中心, transliterat: Píng'ān jīnróng zhōngxīn)                                                             | China                 | Shenzhen                   | 459.187        | A doua cea mai înaltă clădire din China și a cincea cea mai înaltă clădire din lume (599,1 m) | [ 85 ] [ 86 ]         |
|         | Terminalul 1 al Aeroportului Internațional Narita (în japoneză 成田国際空港, transliterat: Narita kokusaikūkō)                                                          | Japonia               | Narita                     | 455.400        | Terminal aeroportuar de pasageri cu patru niveluri, include 40 de porți de îmbarcare | [ 87 ]                |
|         | Fabrica Tesla din Nevada (în engleză Gigafactory Nevada) | Statele Unite         | Storey County, Nevada      | 455.220        | Fabrică de baterii litiu-ion și componente pentru vehicule electrice operată de Tesla, Inc. | [ 88 ]                |
|         | The Exchange 106 (în malaieză The Exchange 106) | Malaysia              | Kuala Lumpur               | 453.835        | Cel mai mare zgârie-nori ca suprafață din Malaysia, a treia cea mai înaltă clădire din Malaysia (445,5 m) | [ 89 ]                |
|         | Terminalul 3 al Aeroportului Internațional Shenzhen Bao'an (în chineză: 深圳宝安国际机场, transliterat: Shēnzhèn bǎo'ān guójì jīchǎng)                                  | China                 | Shenzhen                   | 451.000        | Singurul terminal utilizat la Aeroportul Shenzhen Bao'an, dat în folosință în 2013 | [ 90 ]                |
|         | Complexul Golfului Persic (în persană مجتمع خلیج فارس, transliterat: Mojtam khlij fars)                                                                                 | Iran                  | Shiraz                     | 445.930        | Complexul include un hotel, un complex de cinematografe, un parc de distracții, 2.500 de unități comerciale, o sală de sport, o piscină, o saună, un jacuzzi și o sală de recepție | [ 91 ]                |
|         | Sappaya-Sapasathan (în thailandeză สัปปายะสภาสถาน, transliterat S̄ạp pā ya s̄p̣hā s̄t̄hān)                                                                                    | Thailanda             | Bangkok                    | 424.000        | Clădire cu 11 niveluri inaugurată în 2021, găzduiește ședințele Adunării Naționale, organului legislativ din Thailanda | [ 92 ] [ 93 ]         |
|         | Terminalul 3 al Aeroportului Internațional Soekarno–Hatta (în indoneziană Terminal 3 Bandar Udara Internasional Soekarno–Hatta)                                         | Indonezia             | Tangerang                  | 422.804,5      | Terminal de pasageri pentru curse locale și internaționale, include 18 porți de îmbarcare pentru curse interne și 10 pentru curse internaționale, hoteluri, săli de conferințe, magazine duty-free, puncte de vânzare cu amănuntul, restaurante și parcări supraetajate | [ 94 ]                |
|         | Mid Valley Megamall (în malaieză Mid Valley Megamall) | Malaysia              | Kuala Lumpur               | 418.060        | Complex comercial, include 30 de birouri, un centru comercial, un turn de birouri și trei hoteluri | [ 95 ]                |
|         | Gara Nagoya (în japoneză 名古屋駅, transliterat: Nagoya-eki) | Japonia               | Nagoya                     | 416.565        | Gară feroviară, sediu al Central Japan Railway Company | [ 96 ]                |
|         | Willis Tower (în engleză Willis Tower) | Statele Unite         | Chicago, Illinois          | 413.961,47     | Zgârie-nori de 110 etaje, cea mai înaltă clădire din lume între 1974 și 1998 | [ 97 ] [ 98 ] [ S 8 ] |
|         | Taipei 101 (în chineză: 台北101, transliterat: Táiběi 101) | Taiwan                | Taipei                     | 412.500        | Zgârie-nori de 101 etaje, cea mai înaltă clădire din lume între 2004 și 2010 | [ 99 ] [ S 9 ]        |
|         | Terminalul 2 al Aeroportului Internațional Chhatrapati Shivaji (în hindi छत्रपति शिवाजी अंतर्राष्ट्रीय विमानक्षेत्र, transliterat: Chhatrapati shivaajee antarraashtreey vimaanakshetr) | India                 | Mumbai                     | 408.770        | Terminal aeroportuar de pasageri de forma literei X, pe patru nivele | [ 100 ]               |
|         | Clădirea McDermott a USAA (în engleză USAA McDermott Building) | Statele Unite         | San Antonio, Texas         | 402.432,11     | Sediul United Services Automobile Association (USAA), o companie americană de servicii financiare care oferă produse de asigurări și bancare exclusiv militarilor, veteranilor și familiilor acestora | [ 101 ]               |
|         | Fabrica Boeing din Everett (în engleză Boeing Everett Factory) | Statele Unite         | Everett, Washington        | 398.000        | Unitatea de asamblare a companiei Boeing, construită inițial pentru construcția aeronavelor Boeing 747 | [ 1 ] [ 2 ]           |
|         | Gara Osaka (în japoneză 大阪駅, transliterat: Ōsaka Eki) | Japonia               | Umeda, Osaka               | 390.000        | Gară feroviară a West Japan Railway Company formată din 2 corpuri paralele și o pasarelă de legătură | [ 102 ]               |

## Cele mai mari clădiri din lume după categorie
| Tip                           | Imagine | Nume | Țară                  | Locație                  | Suprafață (m2) | Volum (m3) | Note                            |
|                               |         | |                       |                          |                |            |                                 |
| ----------------------------- | ------- | --- | --------------------- | ------------------------ | -------------- | ---------- | ------------------------------- |
| Centre comerciale             |         | Iran Mall (în persană ایران‌مال, transliterat: Iranmal)                                                                                     | Iran                  | Teheran                  | 1.400.000      |            | [ 37 ]                          |
| Clădiri administrative civile |         | Sappaya-Sapasathan (în thailandeză สัปปายะสภาสถาน, transliterat S̄ạp pā ya s̄p̣hā s̄t̄hān)                                                       | Thailanda             | Bangkok                  | 424.000        |            | [ 92 ] [ 93 ]                   |
| Clădiri de birouri            |         | Bursa de Diamante Surat (în gujarati સુરત ડાયમંડ બુર્સ, transliterat: Surata ḍāyamaṇḍa bursa)                                                   | India                 | Surat                    | 660.000        |            | [ 45 ]                          |
| Clădiri de formă sferică      |         | Sphere (în engleză Sphere) | Statele Unite         | Paradise, Nevada         | 81.290,16      |            | [ 103 ]                         |
| Clădiri industriale           |         | Fabrica Boeing din Everett (în engleză Boeing Everett Factory)                                                                             | Statele Unite         | Everett, Washington      | 398.000        | 13,3       | [ 1 ]                           |
| Clădiri judecătorești         |         | Palatul Justiței din Istanbul (în turcă İstanbul Adalet Sarayı)                                                                            | Turcia                | Istanbul                 | 300.000        |            | [ 104 ]                         |
| Muzee                         |         | Muzeul Luvru (în franceză Louvre) | Franța                | Paris                    | 243.000        |            | [ 105 ] [ 106 ]                 |
| Palate regale                 |         | Palatul Nurul Iman (în malaieză Istana Nurul Iman)                                                                                         | Brunei                | Bandar Seri Begawan      | 200.000        |            | [ 105 ] [ 107 ] [ 108 ] [ 109 ] |
| Stații de transport feroviar  |         | Gara Nagoya (în japoneză 名古屋駅, transliterat: Nagoya-eki)                                                                               | Japonia               | Nagoya                   | 416.565        |            | [ 96 ]                          |
| Stații de transport rutier    |         | Noua autogară centrală din Tel Aviv (în ebraică התחנה המרכזית החדשה של תל אביב, transliterat: Hitchana hamarkazit hachadsha shel tal aviv) | Israel                | Tel Aviv                 | 230.000        |            | [ 110 ] [ 111 ]                 |
| Șantiere navale               |         | Hala 2 a Șantierului naval Meyer din Papenburg (Meyer Werft Dockhalle 2) (în germană Meyer Werft Dockhalle 2)                              | Germania              | Papenburg, Niedersachsen | 63.000         | 4.72       | [ 7 ] [ S 2 ]                   |
| Terminale aeroportuare        |         | Terminalul 3 al Aeroportului Internațional Dubai (în arabă مبنى المسافرين 3 (مطار دبي), transliterat: Mabnaa almusafirin 3 (Mtar dibi))    | Emiratele Arabe Unite | Dubai                    | 1.713.000      |            | [ 33 ] [ S 4 ]                  |
| Zgârie-nori                   |         | Turnul Mori JP de pe dealurile Azabudai (în japoneză 麻布台ヒルズ森JPタワー, transliterat: Azabudai Hiruzu Mori JP tawā)                   | Japonia               | Tokyo                    | 461.395        |            | [ 84 ] [ S 7 ]                  |